# Lex Aternia Tarpeia
La lex Aternia Tarpeia y la lex Menenia Sestia fueron dos leyes romanas aprobadas entre 454 y 452 a. C. que disponen las condiciones de condena, autorizando a los magistrados castigar con multas (multa), sus modalidades y la fijación de una escala de precios según los cuales, la multa es evaluada.

## Contexto

### Proceso de Tito Romilio y Cayo Veturio
La primera ley fue promulgada en un contexto de tensiones entre las órdenes plebeya y patricia. En 454 a. C., los cónsules salientes Tito Romilio y Cayo Veturio fueron procesados por una cuestión financiera. De hecho, los plebeyos electos, entre ellos, Cayo Claudio Cicerón, tribuno de la plebe, los acusaron de no haber compartido entre sus soldados una parte del botín (praeda) obtenido después de la victoriosa campaña emprendida contra los ecuos en las cercanías de Tusculum. Los cónsules prefirieron vender todo el botín y con lo obtenido, devolverlo al tesoro público (Aerarium) casi agotado en esos momentos. Los plebeyos, que consideraban que se debería haber repartido el botín, condenaron a los cónsules a fuertes multas, por valor de 15.000 ases para Cayo Veturio y 10.000 ases para Tito Romilio. La lex Aternia Tarpeia fue introducida con el fin de regular tales multas.

### El problema de lamulta
Estas multas (multae), pagadas al tesoro público, plantearon varios problemas prácticos cuyas soluciones serán finalmente aportadas por el restablecimiento y la adaptación de antiguas leyes. Se trataba de definir las razones por las que era posible condenar a un magistrado regular a una multa y las condiciones para el pago. También se debía establecer una regla de equivalencia entre el valor de los lingotes de bronce y la cantidad de cabezas de ganado utilizadas para la multa. De hecho, desde la caída de la Monarquía, los romanos ya no usaban moneda y las tierras y el ganado se habían convertido en valores de cambio fijos.

## Leyes sobre la estimación de multas

### Lex Aternia Tarpeia
La lex Aternia Tarpeia de multis (ley Aternia Tarpeya sobre multas) se basó en un precedente ateniense, ya que las leyes de Solón permitían que las multas impuestas en ganado se pasaran a su equivalente en monedas. Después del enjuiciamiento de Romilio y Veturio, se enviaron emisarios romanos a estudiar el derecho griego. Según la tradición, fueron a Atenas, pero no obstante, prefirieron basarse en las leyes de la Magna Graecia, una región de colonias griegas en el sur de Italia. El resultado más conocido de esta comisión fue el establecimiento de los Decemviros, que tuvieron el poder del 451 al 449 a. C., y establecieron las Doce Tablas del derecho romano.
Probablemente sea para resolver este problema para lo que fueron nombrados Aulo Aternio Varo Fontinal y Espurio Tarpeyo Montano Capitolino. Reportados como cónsules por autores antiguos y en los Fastos, podrían haber sido, de hecho, miembros de esa comisión especial de duumviri o de iudices responsables de aplicar la regla de estimación de multas. Los nombres Aternio y Tarpeyo, son poco frecuentes y parecen referirse a familias plebeyas. La elección de dos magistrados plebeyos en el contexto político de mediados del siglo V a. C. parece poco probable. De hecho, estos dos nombres podrían relacionarse no con magistrados desconocidos, sino con antiguas leyes que habrían sido vueltas a poner en vigor en esta ocasión. La comisión especial habría sido bautizada como legibus Tarpeis Aterniis scribendis.
La promulgación de esta ley no fue informada ni por Tito Livio ni por Dionisio de Halicarnaso, aunque es mencionada bajo el nombre de lex Tarpeia o lex Aternia (rara vez con los dos nombres unidos) por Cicerón y comentada por Aulo Gelio. Según este último, en esa época, las multas se liquidaban en cabezas de ganado (pecunia), con una cantidad máxima (multa suprema) de dos bueyes o de treinta ovejas, y un mínimo de una oveja. Sin embargo, la calidad de los animales no era homogénea, por lo que se creaban desigualdades al pagar las multas. La nueva ley habría tenido el objetivo de corregir estos fallos definiendo una escala de equivalencia de diez ases para una oveja y cien ases para un buey.
Algunos estudiosos sugieren que la ley no hizo más que regular la multa máxima, o multa suprema, y que el cambio pasar de multas de bienes a multas en bronce fue el resultado de la lex Julia Papiria, una ley aprobada en 430 a. C.

### Lex Menenia Sestia
La lex Menenia Sestia sería una segunda ley sobre la estimación de multas, propuesta por los cónsules Tito Menenio Lanato y Publio Sestio Capitón Vaticano en 452 a. C. Sin embargo, es poco probable que dos leyes con un contenido tan próximo, se promulguen con dos años de diferencia. Podrían ser emparejadas pues, de hecho, las dos leyes representan una sola o bien la lex Menenia Sestia aunque fuese una ley distinta, consagraría la lex Aternia Tarpeia escrita en 454 a. C.